# El Assafia
El Assafia là một đô thị thuộc tỉnh Laghouat, Algérie. Dân số thời điểm năm 2002 là 4.389 người.